# Haigerachite
La haigerachite è un minerale.

## Etimologia
Il nome deriva dalla valle di Haigerach, nel territorio del comune tedesco di Gengenbach, ai margini della Foresta Nera.